# Золотистая зубатая барабуля
Золотистая зубатая барабуля (лат. Parupeneus cyclostomus) — вид  лучепёрых рыб из семейства барабулевых.

## Описание
Тело удлинённое, несколько сжато с боков. Высота тела укладывается 3,3—3,8 раза в стандартную длину тела. По мере роста рыб высота тела увеличивается. Рыло длинное, его длина укладывается 1,6—1,9 раза в длину головы; верхний профиль прямой или слегка вогнутый. Рот маленький, верхняя челюсть не доходит до вертикали, проходящей через начало глаза. Зубы на обеих челюстях расположены в один ряд, редко сидящие, конической формы. На первой жаберной дуге 29—33 жаберных тычинок. Глаза маленькие, их диаметр в 5,3—9 раз меньше длины головы. В боковой линии 27—28 чешуй. Два подбородочных усика, длина которых равна или превышает длину головы.
В первом спинном плавнике 8 жёстких лучей, а во втором спинном плавнике один колючий и 7 мягких лучей. В анальном плавнике 1 колючий и 7 мягких лучей. В грудных плавниках 15—17 мягких лучей, наичаще 16. Хвостовой плавник раздвоенный.
Максимальная длина тела 50 см, обычно до 35 см; масса тела до 2,3 кг.

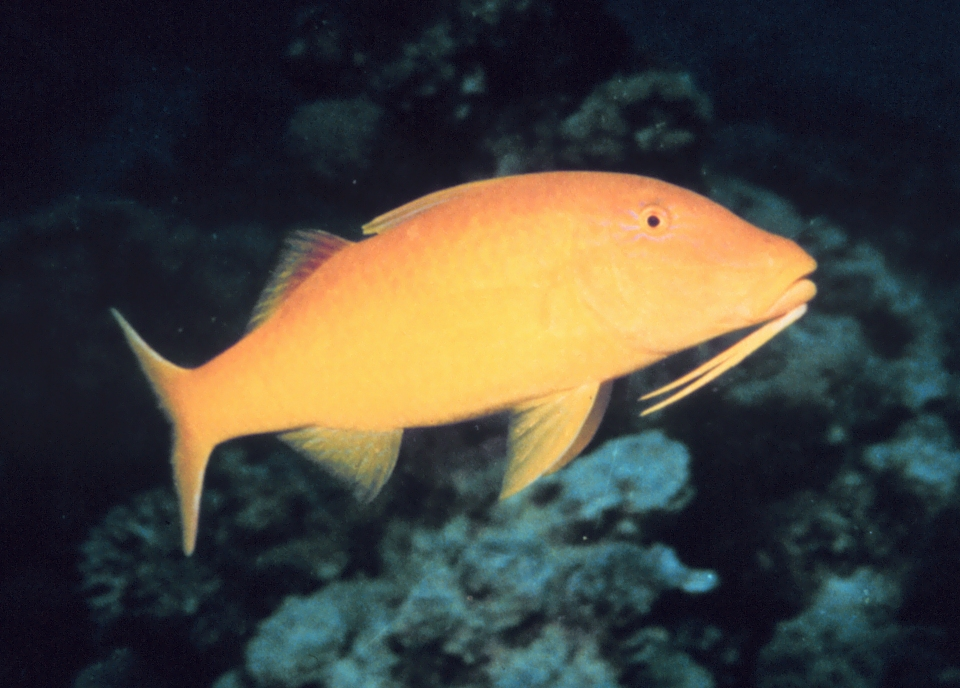
Жёлтая разновидность из залива Акаба

Тело желтовато-серое, края чешуй (кроме брюшных) ярко-голубые. На верхней половине хвостового стебля имеется большое седловидное пятно жёлтого цвета. Область вокруг глаза жёлтого цвета с радиальными короткими голубыми полосками. На хвостовом плавнике продольные голубые полосы, параллельные лучам плавника. Второй спинной и анальный плавники с узкими косыми голубыми полосками. Существует ещё одна форма, полностью жёлтого цвета с ярко-жёлтым седловидным пятном на верхней части хвостового стебля.

## Биология
Ведут одиночный образ жизни или объединяются в небольшие группы особей сходного размера. Одиночные особи охотятся за малоподвижной добычей, которая прячется в песке. Группа особей ведёт совместную охоту за подвижными объектами в толще воды.

## Ареал
Золотистая зубатая барабуля широко распространена в тропических и субтропических водах Индо-Тихоокеанского региона. Ареал простирается от Красного моря вдоль побережья восточной Африки до провинции Квазулу-Натал и на восток до островов Океании и Гавайских островов. В западной части Тихого океана встречаются от островов Рюкю и Огасавара до Новой Каледонии и Нового Южного Уэльса (Австралия).

## Взаимодействие с человеком
Предполагается, что мясо данного вида содержит сигуатоксин, который вызывает заболевание сигуатерой.
Не имеет коммерческого значения как промысловый вид, но интересен как объект разведения в аквариумах.